# Galeria Leszno
Galeria Leszno – galeria handlowa w Lesznie istniejąca od maja 2011 roku, położona na Leszczynku przy alejach Konstytucji 3 Maja 12. Jest to największe centrum handlowe w mieście.
Galeria Leszno liczy 39 500 m2, mieści się w niej ponad 100 sklepów, a także Multikino oraz market budowlany Castorama.
Przy galerii znajduje się 1000 miejsc parkingowych.
W 2016 roku ukończony został Park Leszno a w 2024 roku zaczęła się budowa nowego parku handlowego Park Leszno 2 który ma zostać ukończony w październiku 2025 roku.